# Monas Hieroglyphica
El glifo Monas Hieroglyphica (o Hieroglyphic Monad)  es un símbolo esotérico que a su vez también puede ser usado como sigílo creado y diseñado por John Dee, mago isabelino y miembro de la corte de astrólogos de Isabel I de Inglaterra. Además, es el título de uno de sus libros en el cual el propio Dee explica en más detalle el significado de este símbolo.

Glifo de Dee, cuyo significado se explica en el libro llamado Monas Hieroglyphica. Representando (de superior a inferior): la luna; el sol; los elementos; y fuego.

El jeroglífico representa la visión de Dee de la unión entre el Cosmos, y una combinación de varios símbolos esotéricos y astrológicos. Originalmente, Dee escribió un comentario acerca del propósito de este símbolo, aunque su ambigüedad y carencia de detalles llevó a la creencia de que Dee lo estaba empleando únicamente como base para una explicación más detallada y profunda dada por él mismo solamente en persona. Dado que no ha quedado ninguna prueba de esta hipotética explicación, es imposible conocer con seguridad la utilidad de este símbolo

## Influencia
La mera existencia de este símbolo parece unir a Dee con la Rosacruz, orden fundada en 1614, pero lo hace de una forma bastante imprecisa, cuando no completamente incierta. El símbolo aparece en una página del Manifiesto de la Rosacruz Chemical Wedding of Christian Rosenkreutz, al lado del texto sobre la invitación a la boda real dada a Rosenkreutz, quien relata esta obra. De ello se deduce que quizá Dee pudo enseñar su símbolo a Johannes Valentinus Andreae o alguno de sus asociados durante sus visitas a la llamada Europa Central. Aun así, incluso si el peso de las afirmaciones de Andreae continúa siendo materia de debate hoy en día.